# Česko-saská válka
Česko-saská válka byl konflikt mezi Českým knížectvím a Východofranskou říší, který započal roku 936 a skončil roku 950.
Roku 935 a 936 proběhly v obou zemích změny na trůně. V Čechách se po vraždě svatého Václava stal knížetem Boleslav I., v Sasku byl po smrti Jindřicha I. Ptáčníka nastolen jeho syn Ota I. Veliký. Proti Otovi povstali ihned Polabští Slované, tohoto zaneprázdnění využil i Boleslav, který zaútočil na knížete v severních Čechách. Tomu nepomohla ani výprava vedená Asicem, jelikož Boleslav ji porazil. Ota poté musel řešit vnitřní spory v říši a na Čechy tak zaútočil až roku 950. Tehdy oblehl jistý hrad, avšak po příjezdu Boleslava I. od obléhání upustil a rozhodl se pro cestu míru. Válka tak byla ukončena.

## Příčiny

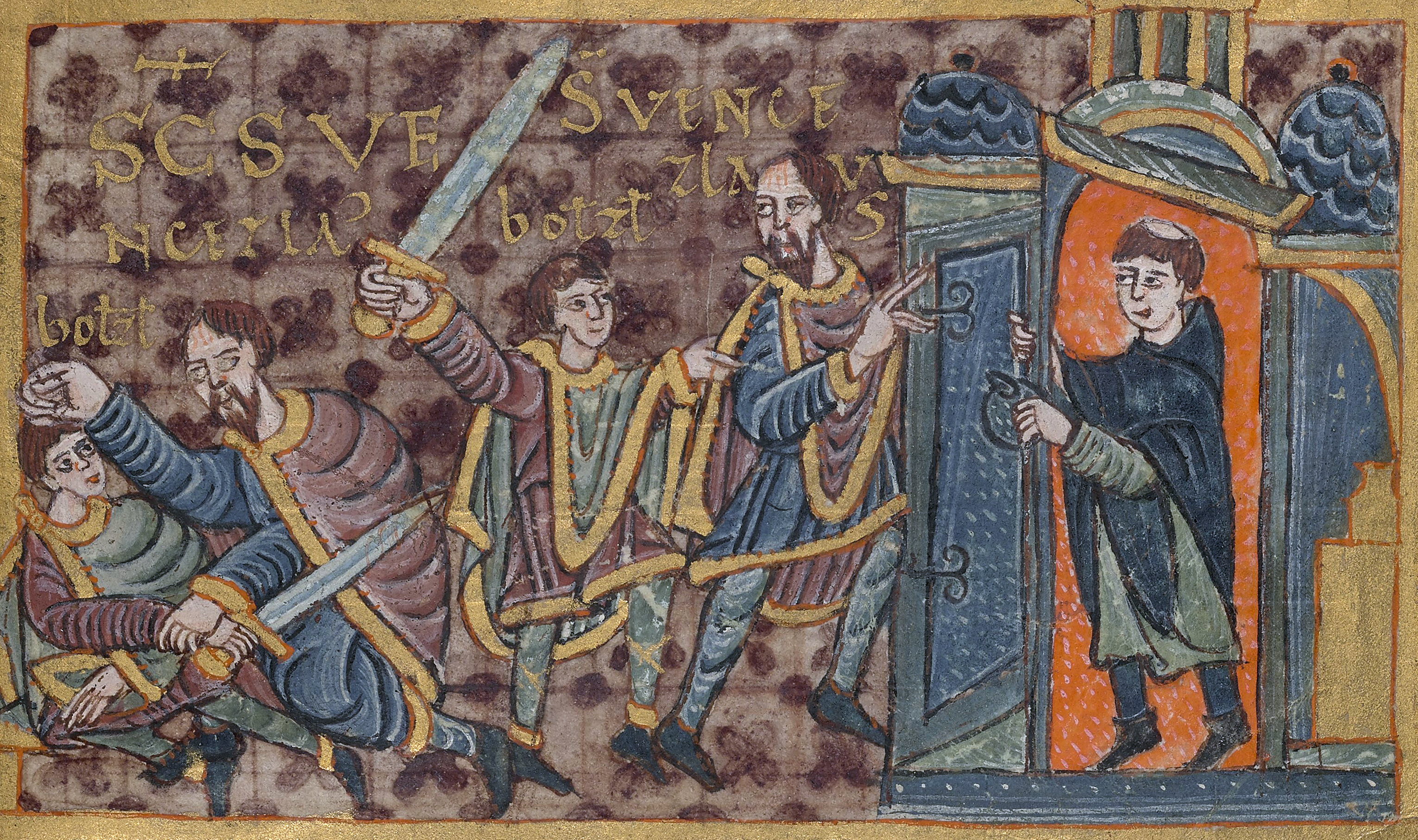
Iluminace vraždy před kostelem z Gumpoldovy legendy. Václav se a snaží se utéct do kostela.

28. září snad roku 935 byl v Čechách zavražděn kníže Václav svým bratrem Boleslavem I. Motiv vraždy byl tradičně vykládán jako spor bratrů o postoj vůči saským panovníkům. Ačkoli autoři knihy Velké dějiny uvádí také možnost, že důvodem vraždy byl spor nikoliv bratrů, ale velmožů s knížetem, znamenala vražda každopádně ochlazení vztahů mezi Českým knížectvím a Východofranckou říší. Historik František Dvorník, který jako rok vraždy určil rok 929 se však domníval, že Boleslav udržoval s východofranckým panovníkem v prvních letech vlády dobré vztahy.
Změna však přišla i na východofranckém trůně. Již v říjnu 935 totiž východofranckého krále Jindřicha I. Ptáčníka  ranila mrtvice, které 2. července 936 podlehl. Brzy začal reorganizovat slovanské území, které dobyl jeho otec Jindřich. Svým organizováním asi udělal dojem na některá česká knížata, jelikož jeden z nich se chtěl s Otou spojit. Ota však musel řešit také zahraniční politiku. Proti novému králi Otovi I. totiž ihned povstaly kmeny Luticů a Obodritů. Tohoto povstání se rozhodl využít i Boleslav.

## Válka

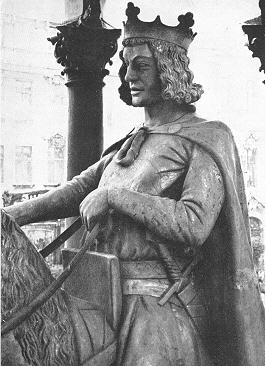
Socha Oty I. na koni v Magdeburgu.

Prakticky v souladu s povstáním Luticů a Obodritů povstal Boleslav. Obával se totiž sousedního knížete, který měl být Otovým spojencem. Widukind tvrdí, že Boleslav mu ihned po nástupu Oty I. vypověděl válku. Marie Bláhová se domnívá, že sousední kníže byl Boleslavovi formálně podřízen, kontakty se Saskem mu však měly zajistit nezávislost na Boleslavovi. Vratislav Vaníček se domníval, že kníže byl Václavovým spojencem a přijímal Boleslavovy nepřátele. Ota reagoval okamžitě a proti Boleslavovi poslal dva proudy bojovníků. Prvnímu proudu z Merseburku a Hassegau velel Asic, ve druhém proudu byli vojáci z Durynska. Šlo především o zločince, kteří byli místo trestů odesláni do Merseburku k vojenské službě. Dušan Třeštík zastává názor, že by se vojsko bývalo setkalo někde u Míšně. Boleslav se však o vojsku dozvěděl a i on svoji družinu rozdělil. Widukind tvrdí, že část vojska byla poslaná proti Durynkům, které bez boje zahnala. Dušan Třeštík informaci o durynském útěku zpochybňuje, neboť kronikář Widukind neměl Durynky v lásce. Durynci měli prý být poraženi. Druhá část vojska byla merseburským vojskem poražena. Václav Novotný má za to, že byl Boleslav v druhé části vojska. Obě části českého vojska se však znovu spojily a plenící merseburské vojsko tentokrát porazily. Až poté se Boleslav vydal k hradišti sousedního knížete, které srovnal se zemí. Tímto vítězstvím také začala saská válka, která trvala až do roku 950.
| „                   | Jelikož se Boleslav doslechl o saském vojsku a o tom, že Sasové a Durynkové proti němu táhnou odděleně, rozdělil své druhy (také), protože byl velmi chytrý, a rozhodl se, že se utká s každou armádou (zvlášť). Když Durynkové viděli, že nepřátelé neočekávaně vyrazili proti nim, vyhnuli se nebezpečí útěkem. Asik se Sasy a ostatními pomocnými sbory nikterak neváhal a vyřítil se proti nepřátelům. Větší část z nich přemohl zbraněmi, ostatní zahnal na útěk a vrátil se do tábora jako vítěz. Protože nevěděl o Boleslavově vojsku, které pronásledovalo Durynky, s dosaženým vítězstvím zacházel málo obezřetně. Když Boleslav viděl, že je naše vojsko rozptýleno, že jedni olupují zabité, druzí si léčí zranění a další shánějí píci pro koně, spojil své rozprchlé a vracející se vojsko, vyřítil se znenadání proti těm, kteří si připadali po vítězství v bezpečí a nic takového nečekali, a velitele i s celým naším vojskem zničil. Poté zamířil k hradu subregula a při prvním útoku ho dobyl. Místo zůstalo až dodnes opuštěné. | “ |
| — Widukind z Corvey | |   |

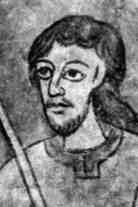
Boleslav I. ve znojemské rotundě.

Místo hradu sousedního knížete není známé. Historici nejčastěji uvádí hradiště Zabrušany nebo hradiště Chloumek u Mladé Boleslavi. Michal Lutovský vyloučil možnost Zabrušan, jelikož bylo hradiště osídleno ještě dlouho po roce 936. Vratislav Vaníček ještě dodal, že Zabrušany jsou daleko od Prahy, takže by je nemohl Widukind označit za souseda Čech. Hradiště Chloumek leží podle autorů Velkých dějin zemí Koruny české I. až příliš daleko od Saska. Autoři Velkých dějin také dodali, že hradiště leželo pravděpodobně v severozápadních Čechách. Michal Lutovský sice ve své práci z roku 1998 uvedl, že Chloumek nemohl být hradem sousedního knížete, ve své novější práci z roku 2006 však tuto možnost připustil. Dušan Třeštík uvedl možnost, že poražení knížete se později odrazilo v pověsti o lucké válce a oním sousedním knížetem byl bájný Vlastislav.
Vítězstvím Boleslava začala dlouhá, čtrnáctiletá válka se Saskem. Pravděpodobně se však v mezidobí neodehrála nějaká významná akce, šlo maximálně o drobné potyčky v pohraničí. Ota však začal mít navrch, zvláště poté, co dobyl území na sever od Čech, čímž si do nich zjednodušil přístup. Mezi jednotlivými stranami však určitě nepanoval mír, jelikož Widukind k roku 946 uvádí, že Ota držel zajaté Boleslavovy rukojmí.
Válka skončila po čtrnácti letech vítězstvím Oty, který díky tomu upevnil svojí moc v Čechách. Tehdy zaútočil Ota s vojskem na nějaký hrad, ve kterém vojsko obléhalo Boleslavova syna. Podle Widukinda měl Ota před hradem zastavit boj, aby se jeho vojsko vyvarovalo rabování. Nejspíš se tak stalo proto, aby se neopakovala porážka z roku 936, kdy bylo vojsko poraženo právě díky rabování. Boleslav se pokusil svému synovi pomoci, jakmile však poznal ohromnou sílu vojska, raději se Otovi poddal. Ota se také rozhodl nebojovat, jelikož, jak soudil Michal Lutovský, disponoval i Boleslav velkým vojskem, a proto se také Ota vydal cestou míru. Boleslav také musel obnovit odvádění poplatku do Saska, Dětmar z Merseburku pak dodal, že Ota zároveň pověřil svého bratra Jindřicha dohledem nad Čechami.
| „          | V té době se král vydal na vojenskou výpravu proti Boleslavovi, králi Čechů. Když bylo možné zmocnit se hradu, jenž se nazýval Nový a v němž byl v obležení Boleslavův syn, král moudře rozhodl a přerušil bitvu, aby se jeho vojáci při kořistění u nepřátel neocitli v ohrožení. Jakmile Boleslav pochopil, jakými ctnostmi král oplývá a jak veliká je jeho armáda, vyšel z hradu a raději se sám poddal takovému majestátu, než aby utrpěl naprostou zkázu. Poté, co se postavil pod královy praporce, vyslechl ho a dal mu odpověď, vysloužil si konečně odpuštění. Svým naprostým vítězstvím si král získal slávu a vrátil se do Saska. | “ |
| — Widukind | |   |

Jaký hrad přesně Ota obléhal, není jisté. Ze 16. července 950 pochází listina týkající se kláštera sv. Jimrama, která byla sepsána v Čechách, v podhradí Nového hradu (latinsky Niuunburg). Jiří Sláma se domníval, že Novým hradem mohl být Nymburk, toto však vyvrátil Michal Lutovský, jelikož k založení Nymburku došlo mnohem později. Ota přitáhl do Čech ze Saska, průběh tažení byl podobný jako před čtrnácti lety. Nový hrad se tak nacházel zřejmě nedaleko Krušných hor. Pravděpodobně se tak jednalo o Žatec, z něhož jsou první stopy již z 10. století. Nejasnosti panují také o Boleslavově synovi, který měl být v Novém hradu obležen. Michal Lutovský nevyloučil možnost, že se mohlo jednat o Boleslavova nástupce, Boleslava II, stejně jako autoři Velkých dějin. Naopak Joanna Sobiesiak a Dušan Třeštík se domnívali, že tím synem nebyl Boleslav II., ale jeho neznámý bratr. Otázky padají také ohledně Boleslavova lenního slibu. Odmítl ho již František Palacký, naopak jako za Otova leníka ho považoval Václav Novotný. Současná historiografie souhlasí s názorem Palackého, jelikož nejsou zmínky o tom, že by Ota a jeho potomci do vnitřních poměrů Čech nějak zasahovali. Boleslav se stal každopádně Otovým spojencem a jeho vojáci bojovali v pozdějších bitvách po jeho boku.